# 童宗海
童宗海（1924年5月—2008年9月1日），原名慎孚，浙江省宁波市人，中华人民共和国政治人物。江泽民评价：“高高的个子，大大的脑袋，生成一付工程师的样子。”

## 生平
早年攻读于南京中央大学，期间认识江泽民，为江泽民的同寝室友，并一同参加抵制烟馆的游行示威。抗日战争结束后，转入上海交通大学；1947年6月，毕业于上海交通大学电机系。1948年，到华新水泥厂工作担任电厂工程师，期间参加青年协会。之后担任湖北鄂南电力公司大冶电厂工务员、中共地下党职员党支部成员。1949年3月，加入中国共产党，并参与组建电厂工人第四党支部和电厂职员党支部，电厂工人协会、电厂青年协会等组织，防范国民党军队撤退后对电厂进行破坏。
中华人民共和国成立后，历任电力工业部电力建设总局第六工程公司、武汉基建局工程技术科副科长；他先后在湖北黄石大冶电厂、北京燃料工业部技术研究中心、武汉中南电业工程公司、郑州中南电业工程公司郑州电厂、中南电业工程公司衡阳电厂、长春电建总局第六工程公司第一汽车制造厂电热电站、电力部武汉基建局422工程局、湖南省电业局火电安装公司、湖南省电力局机电安装公司，后担任湖南沅陵凤滩水电工程指挥部副总工程师，和水电部第八工程局副局长。1988年4月，离休。1990年至1997年，受深圳市能源集团的邀请，赴深圳能源系统工作。2008年9月1日，在中南大学湘雅二医院逝世，享年85岁。2008年9月5日，遗体告别仪式在长沙市明阳山殡仪馆举行。

## 故事
童宗海曾患有视网膜脱落疾病，一度接近失明。当时并不想利用交情，但别无选择。他在发给时任上海市市长的江泽民一封简短电报后，次日就收到回电，其中江已经安排好一切医疗，并由江秘书贾廷安迎接安排住宿。江泽民并亲自去医院看望，童宗海之后视力得到恢复。